# 霍普·希克斯
霍普·希克斯（1988年10月21日—）是美国公共关系专员、特朗普政府高级政治顾问。希克斯2017年1月至9月间曾担任白宫战略交流主管，2017年8月至2018年3月间任白宫通讯联络主管。2018年3月29日她一度从特朗普政府请辞，后又于2020年3月9日官复原职。2021年1月13日，希克斯二度辞职。
希克斯曾经当过模特，供职在特朗普集團旗下，后在2016年特朗普参选期间担任新闻发言人、早期通讯联络主管。总统交接期间，希克斯担任特朗普政府的新闻发言人。她在2018年辞职时是特朗普麾下任职时间最长的政治助理。离职期间，希克斯担任福斯公司的公关负责人兼常务副总裁。
2020年10月2日，希克斯被检出新冠病毒阳性。她在2020年总统选举辩论期间接触过总统特朗普，后者随后亦检测出新冠阳性。